# Philip Hammond
Philip Anthony Hammond (* 4. prosince 1955 Epping) je britský manažer a politik za Konzervativní stranu, od roku 1997 poslanec parlamentu Spojeného království a od roku 2010 člen britské vlády. Od června 2016 v ní je jako ministr financí v první a druhé vládě Theresy Mayové, předtím byl od roku 2014 ministrem zahraničí v první a druhé vládě Davida Camerona a ještě předtím zastával v první vládě Davida Camerona funkci ministra obrany (2011–2014) a ministra dopravy (2010–2011).

## Životopis
Vystudoval filosofii, politologii a ekonomii na Oxfordské univerzitě a pak pracoval ve farmaceutickém průmyslu.
Do britského parlamentu kandidoval neúspěšně poprvé v roce 1994.
Od roku 1991 je Hammond ženatý, s manželkou Susan mají dvě dcery a syna.